# Żarski
Żarski là một huyện thuộc tỉnh Lubuskie của Ba Lan. Huyện có diện tích 1393 km². Đến ngày 1 tháng 1 năm 2011, dân số của huyện là 98266 người và mật độ 71 người/km².